# Pånyttfödelse
Pånyttfödelse är ett begrepp inom  kristen teologi. Pånyttfödelsen innebär att människan föds till ett nytt andligt och evigt liv av Gud. Begreppet beskriver en specifik aspekt av begreppet frälsning.

## Innebörd
Uttrycket pånyttfödelse kommer från Johannesevangeliet 3:1-8, där Jesus, i ett nattligt samtal med en högt uppsatt man vid namn Nikodemos, talar om att man måste bli "född på nytt" (vers 3) och "född av vatten och Ande" (vers 5). Se även Jakobs brev 1:18 och Första Petrusbrevet 1:23.
På grund av synden är vi underkastade förgängelsen och är på väg mot döden (Romarbrevet 5:12). Men enligt kristen tro vill Gud föda oss på nytt och ge oss ett oförgängligt andligt liv. Detta liv övervinner döden. Vid den kroppsliga döden får själen möta Gud. Och vid tidens slut skall också kroppen uppstå till ett evigt liv i gemenskap med Gud (Romarbrevet 8:10-11). Den som är född av Gud är "Guds barn" (Johannesevangeliet 1:12-13). Detta gör Gud på grund av Jesu död och Jesu uppståndelse.

## Hur pånyttfödelsen tas emot
Denna pånyttfödelse kommer den enskilde till del genom tron och/eller dopet. Här har de olika samfunden olika betoningar på ett kontinuum mellan dessa båda ändpunkter. 
De historiska kyrkorna, såsom Romersk-katolska kyrkan och Ortodoxa kyrkan, betonar det kristna dopet. (Tron är dock viktig även för dessa samfund.) De menar att när Jesus i samtalet med Nikodemos talar om en födelse "av vatten och ande" (Johannesevangeliet 3:5), så syftar han på det kristna dopet, i vilket den Helige Ande verkar genom vattnet (jämför Titusbrevet 3:4-6) (jämför Katolska kyrkans katekes §§ 1262, 1682). Karismatiska och evangelikala rörelser betonar istället tron. De betonar också pånyttfödelsens karaktär av inre andlig upplevelse, verkad av den Helige Ande genom tro (jämför Johannesevangeliet 4:13-14; 7:37-39).